# Cleveland Three-Wheeler
Cleveland Three-Wheeler war eine US-amerikanische Automarke.

## Markengeschichte
Henry Abram Lozier stellte in seinem Unternehmen Lozier Manufacturing Company in Toledo in Ohio Fahrräder her. 1898 entwickelten seine Angestellten George R. Burwell und John G. Perrin ein Motordreirad. Geplant war die Produktion von 100 Fahrzeugen. Das Fahrzeug ging jedoch bei Lozier nicht mehr in die Serienproduktion.
Die American Bicycle Company aus Cleveland in Ohio kaufte Lozier 1900 sein Unternehmen sowie den Entwurf ab. Das Dreirad wurde als Cleveland Three-Wheeler vermarktet. 1901 endete die Produktion. Insgesamt etwa 100 Fahrzeuge.

## Fahrzeuge
Das einzige Modell war ein Dreirad mit vorderem Einzelrad. Ein Einzylindermotor von De Dion-Bouton trieb die Hinterachse an.

## Übersicht über Pkw-Marken aus den USA, dieClevelandbeinhalten
| Marke                   | Hersteller                                 | Vermarktungsbeginn | Vermarktungsende | Ort, Bundesstaat        |
| ----------------------- | ------------------------------------------ | ------------------ | ---------------- | ----------------------- |
| Cleveland               | Sperry Engineering Company                 | 1898               | 1900             | Cleveland, Ohio         |
| Cleveland               | General Automobile & Manufacturing Company | 1902               | 1902             | Cleveland, Ohio         |
| Cleveland               | Cleveland Automobile Company (von 1902)    | 1902               | 1904             | Cleveland, Ohio         |
| Cleveland               | Cleveland Motor Car Company                | 1905               | 1909             | New York City, New York |
| Cleveland               | Cleveland Electric Vehicle Company         | 1909               | 1910             | Cleveland, Ohio         |
| Cleveland               | Cleveland Cyclecar Company                 | 1914               | 1914             | Cleveland, Ohio         |
| Cleveland               | Cleveland Automobile Company (von 1919)    | 1919               | 1926             | Cleveland, Ohio         |
| Cleveland Three-Wheeler | American Bicycle Company                   | 1900               | 1901             | Cleveland, Ohio         |